# The Legend of Zelda: Four Swords Adventures
| Recensioner     | Recensioner     |
| Recensionsbetyg | Recensionsbetyg |
| Publikation     | Betyg           |
| --------------- | --------------- |
| Gamespot        | [ 1 ]           |
| Gamespy         | [ 2 ]           |
| IGN             | [ 3 ]           |

The Legend of Zelda: Four Swords Adventures (förkortat FSA) är spel nummer elva i The Legend of Zelda-serien. Det är även det enda spelet i serien som koncentrerar sig på flerspelarspelläget. Det släpptes till Nintendo Gamecube i början av 2005. Möjligheten att spela flera personer i ett Zelda-spel dök upp första gången i The Legend of Zelda: A Link to the Past/Four Swords till Game Boy Advance, men var där inte så utvecklat som i Four Swords Adventures. Men trots det är inte spelet särskilt känt, eftersom flerspelarläget sägs ta udden av den äkta Zeldakänslan.

## Bakgrundshistoria
Zelda skall undersöka förseglingen på Vaati. Tyvärr har den försvagats. Vaati bryter då förseglingen och dyker upp och kidnappar Zelda. Link måste nu rädda henne. Därför drar han Four Sword ur dess piedestal och ger sig av. Men det blir inte lätt han måste nämligen slåss mot både Ganon och Vaati och mot Shadow Link som Vaati tvingat Link att döda för att han ska kunna få sin kraft tillbaka. Bossar som Jalhalla och Helmaroc King är också tillbaka för att få revansch. Han får även möta Arrgus, fast den här gången Stone Arrghus och Frostare, som påminner om Kholdstare.